# Szófér Ábrahám (pozsonyi rabbi)
Szófér Ábrahám Sámuel, vagy gyakran csak műve után Kszáv Szófér (Pozsony, 1815. február 11. – Pozsony, 1871. december 30.) rabbi.

## Élete
Moses Schreiber fiaként született, és a pozsonyi rabbi-székben utóda volt. Az édesapja által alapított pozsonyi jesiva ő alatta érte el látogatottságának tetőfokát.

## Főbb munkái
- Kszáv Szófér c. responsum és novellagyűjtemény;
- Kszáv Szófér aggadikus könyv, amely igen népszerű volt és több kiadást is ért el.

## Egyéb külső hivatkozások
- https://www.szombat.org/archivum/a-pozsonyi-ortodoxia-tortenete